# Inga stenoptera
Inga stenoptera är en ärtväxtart som beskrevs av George Bentham. Inga stenoptera ingår i släktet Inga och familjen ärtväxter.

## Underarter
Arten delas in i följande underarter:
- I. s. peduncularis
- I. s. stenoptera